# Nagy Antal (felsőházi tag)
Nagy Antal (Sárvár, 1880. szeptember 12. – Budapest, 1958. február 5.) magyar műbútorasztalos, felsőházi tag.

## Élete
Római katolikus vallásban született. Iskolai tanulmányait neves hazai mestereknél, majd külföldön folytatta és 1906-ban önállósította magát Budapesten. Asztalosüzemét fokozatosan fejlesztette, géperőre rendezkedett be és az 1930-as évek végén már mintegy 25-30 munkást foglalkoztatott.
Fontosabb megbízásai között említést érdemel a lillafüredi Palota Szálló olvasótermének, az Országgyűlés elnöki fogadójának, a debreceni és a budapesti tudományegyetemek reprezentációs helyiségeinek berendezése. Finom kivitelű bútorait számos hazai és külföldi kiállításon mutatta be sikerrel. 1933-tól fia, ifjabb Nagy Antal lett a bútortervezés és -gyártás mellett komplett lakásbelsők és kiállítások tervezésével, kivitelezésével is foglalkozó vállalatának tervezője.
Mint önálló iparos, kezdettől fogva foglalkozott ipari és gazdasági kérdésekkel. A Budapesti Asztalosok Ipartestülete 1923-ban választotta meg elnökévé, majd az Asztalosmesterek Országos Szövetségének is elnöke lett. A Budapesti Kereskedelmi és Iparkamara 1925-ben választotta tagjává és ugyanebben az évben a kamara részéről beválasztották a székesfőváros törvényhatósági bizottságába is.
Igazgatósági tagja volt az Országos Iparegyesületnek, választmányi tagja az Országos Iparművészeti Társulatnak, alapító tagja az Iparosok Országos Központi Szövetkezetének, az Ipartestületek Országos Központjában pedig rögtön annak megalakítása után alelnökké választották. Tagja lett továbbá – az iparügyi miniszter kinevezése alapján – az Országos Ipartanácsnak, az Iparoktatási Tanácsnak, a kartellbizottságnak, több munkabér-megállapító bizottságnak és az ipartestületi jegyzői tanfolyam intéző bizottságának.
1937-től az országos politikai közéletbe is bekapcsolódott, a Budapesti Kereskedelmi és Iparkamara ugyanis a magyar országgyűlés Felsőházának tagjává választotta, és e tisztségét megtartotta az 1939–1945-ös törvényhozási ciklusban is.
Mint iparos, számos bel- és külföldi kitüntetést nyert el, többek között az asztalosipar „aranykoszorús mestere” címet, az 1937-es párizsi világkiállításon Grand Prix-t (nagydíjat), a Berlini Nemzetközi Kézművesipari Kiállításon pedig I. díjként aranyérmet nyert.